# Terrazza Mascagni
La Terrazza Mascagni es una de las terrazas más elegantes y evocadoras de Livorno y está situado en el Puerto de Viale, Italia. 

## Historia
Después de la Unificación de Italia, la fortaleza fue transferida a la municipalidad en el último decenio.
Fue construida por el ingeniero Enrico Salvais con la colaboración de Luigi Pastore. El trabajo se completó rápidamente y después, en 1935, Ghino Venturi construyó el Gazebo de la música, un templo con una cúpula apoyada sobre columnas circulares. En principio la Terrazza fue dedicada al almirante Costanzo Ciano, livornes y figura relevante del Partido Nacional Fascista, padre di Galeazzo Ciano canciller del régimen mussoliniano. El gazebo y otras áreas de la terraza fueron destruidos por los bombardeos de la Segunda Guerra Mundial. 
Después de la guerra fue ampliado hacia el norte usando los escombros de la ciudad destruida por los bombardeos y, por lo tanto, fue dedicado al compositor Pietro Mascagni nativo de Livorno. 
Muy dañado largo de los años por los mares violentos y el abandono, a finales de la década de los noventa la Terraza, ha sido totalmente restaurada, también la restauración de áreas verdes y de los fieles en torno a la reconstrucción de la Gazebo.

## Fuente
http://it.wikipedia.org/wiki/Terrazza_Mascagni
- Datos: Q3984610
- Multimedia: Terrazza Mascagni (Livorno) / Q3984610